# Priorij van Sint-Oswald
De Priorij van Sint Oswald (Engels: St Oswald's Priory) is een kloosterruïne in de Engelse stad Gloucester.
De priorij werd in de jaren 880 of 890 gesticht door Æthelflæd, dochter van Alfred de Grote, en haar echtgenote Æthelred, ealdorman van Mercia. Ze behoorde bij de Sint-Pietersabdij die in 679 was gesticht door Osric, heerser van de Hwicce. Oorspronkelijk werd de priorij ook naar Petrus vernoemd, maar na een geslaagde inval op de Danelaw werden de beenderen van martelaar-koning Oswald van Bardney Abbey in Lincolnshire naar de nieuwe priorij verhuisd.
Bij de stichting was Gloucester een belangrijke nieuwe burh en dus genoot de priorij de steun van de vorsten. Zowel Æthelflæd als Æthelred werden er begraven. Volgens een verslag uit 1304 gaf koning Æthelstan in 925 bijzondere privileges aan het klooster. Toch raakte het klooster snel in de vergetelheid. In 1089 begon de Normandische abt Serlo met de bouw van een ambitieuze nieuwe kerk, de latere kathedraal van Gloucester. St Oswald's ging Augustijnse reguliere kanunnikken huisvesten. Het klooster werd opgedoekt in 1536. Het gebouw diende als de parochiekerk van St Catherine tot het in 1643 vernield werd in de Engelse Burgeroorlog.
Van het klooster staat nog een stenen muur overeind. Het bouwwerk staat op de erfgoedlijst Grade I.